# Hish

Insigne du Hish.

Le HI'SH (abréviation pour Heyl Sadeh en hébreu ou « Force de terrain ») est la force mobile de la Haganah au temps du mandat britannique sur la Palestine. 

## Historique
Le Hish fut fondé en 1939, succédant au Fosh, une force mobile de plus petite taille.